# Wanda Szymborska
Wanda Szymborska-Trzebińska (ur. w 1874, zm. 9 października 1945 w Krakowie) – polska aktorka teatralna i filmowa, śpiewaczka.

## Życiorys
Debiutowała w 1886 pod panieńskim nazwiskiem Swoboda w warszawskim teatrze ogrodowym Alhambra, gdzie grała do 1887 roku. Następnie, w latach 1890-1898 występowała w zespołach objazdowych m.in. w Częstochowie, Piotrkowie Trybunalskim (1890-1891), Lublinie (1891-1897 z przerwami) oraz Ciechocinku (1898). W  międzyczasie, w 1893 roku wyszła za mąż za Wacława Szymborskiego, zaczynając grać pod jego nazwiskiem. Kolejne lata spędziła w Warszawie na scenach: Teatru Ludowego (1901-1905), Teatru Małego (1906), Warszawskich Teatrów Rządowych (1907-1915), Teatru Letniego (1915-1920), Teatru Bagatela (1920), Teatru im. Wojciecha Bogusławskiego oraz dorywczo Teatru Rozmaitości (1921-1923), Teatru Nowości (1924) oraz ponownie w Teatrze Letnim (1925). Po 1925 roku zakończyła karierę aktorską. 
W 1923 roku, po rozwodzie z Wacławem Szymborskim, wyszła za mąż za Michała Trzebińskiego, pozostając jednak przy nazwisku pierwszego męża.

## Filmografia
- Wściekły rywal (1916)
- Rozporek i Ska (1918) - żona Rozporka
- Carska faworyta (1918) - matka Matyldy